# 아리안 로켓

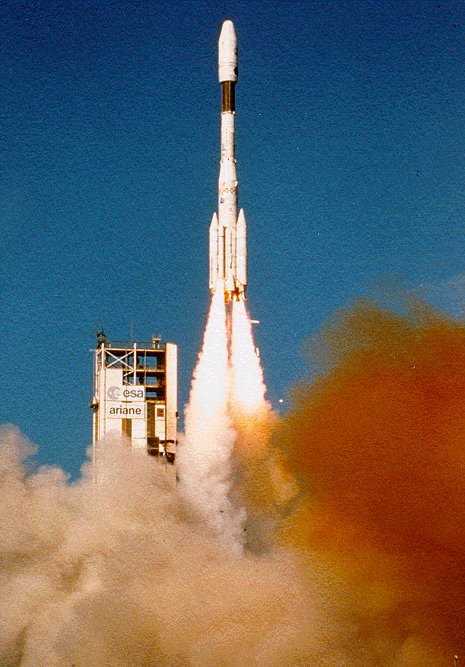
1988년 6월 14일, 발사되는 아리안 4

아리안(Ariane) 시리즈는 유럽 우주국(European Space Agency, ESA)이 개발한 인공위성 발사용 로켓이다.
아리안 시리즈 최초의 로켓인 아리안 1의 최초 발사가 1979년 12월에 성공한 이후, 아리안 3, 아리안 4, 아리안 5로 점차 대형화된 로켓을 차례로 개발해 상업용 발사를 행해 왔다. 개발된 아리안 로켓의 제작·발사는 아리안스페이스 사를 설립해 위탁하고 있다. 2003년 4월 현재의 발사 실적은 총 159회 발사, 그 중 성공 150회로 신뢰성도 높고, 상업적으로 봐도 성공한 로켓이라고 할 수 있다.
아리안이라는 이름은 그리스 신화에 등장하는 크레타섬의 왕 미노스의 딸로, 테세우스를 미궁에서 살린 아리아드네 공주의 프랑스어 발음에서 따왔다.
발사는 프랑스 국립 우주 연구 센터(CNES)의 프랑스령 기아나에 있는 기아나 우주 센터에서 행해진다. 이곳은 적도에 가까워, 정지 궤도에 올릴 위성의 발사를 실시하는 데 매우 적합한 장소이다.
아리안은 그 구성으로 2가지로 크게 나누어 아리안 1부터 아리안 4까지의 제1세대와 아리안 5부터의 제2세대로 나뉜다.

## 아리안 1~4

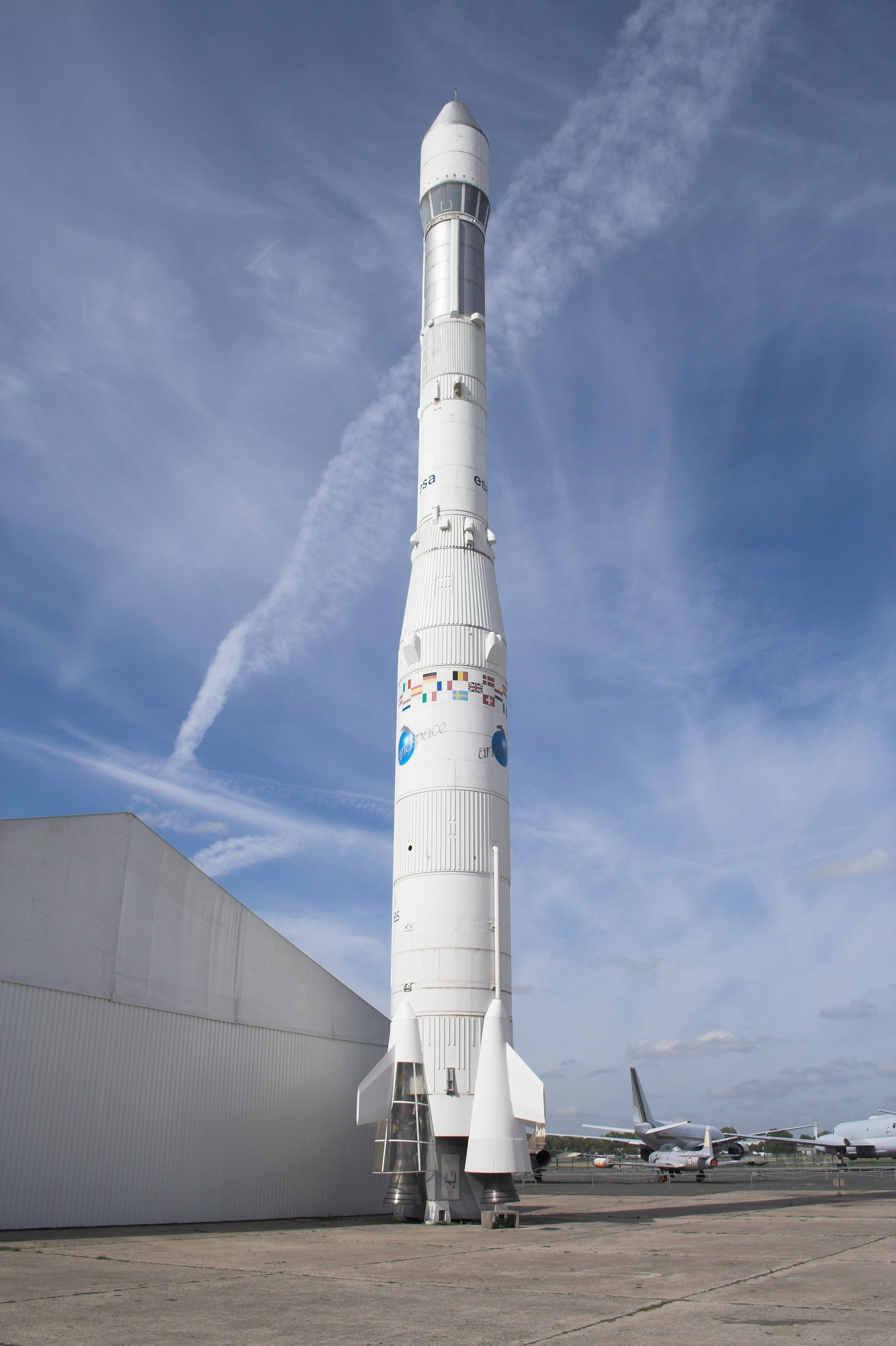
아리안 1

3단 로켓으로, 각 단의 개요는 다음과 같다:
제1단 ： 바이킹 엔진 × 4
비대칭 디메틸 하이드라진(UDMH)과 사산화이질소(N2O4)를 이용한 액체 추진 엔진
제2단：바이킹 엔진 × 1
※ 추진제는 위와 같다.
제3단：HM7-A/HM7-B(아리안 2호~4호)
액체 산소(LOX)와 액체 수소(LH2)를 이용한 액체 추진 엔진
아리안 1의 정지 천이 궤도까지의 페이로드는 1,850 kg 으로, 전장 50 m, 총 중량은 207,200 kg이다.
아리안 2는 아리안 1의 제1단, 제2단의 추진력을 증강시키고 3단의 추진력과 연료 탑재량을 늘린 것으로, 정지 천이 궤도까지의 페이로드는 2,175 kg이다. 전장 49 m, 총 중량은 248,300 kg이다.
아리안 3는 아리안 2에 고체 추진 부스터(PAP)를 추가한 것으로, 정지 천이 궤도까지의 페이로드는 2,580 kg이다.
아리안 4는 제1단과 제3단의 연료 탑재량을 늘리고 액체 및 고체 추진 부스터를 각각 2개씩 해 총 4개까지 부스터 추가가 가능한 구조로, 페이로드에 따라 경제적인 사용이 가능하다.
아리안 4 중 가장 추력이 강한 아리안 44L 은, 액체 추진 부스터(바이킹 5C 엔진)를 4개 탑재해 정지 천이 궤도까지의 페이로드는 최대 4,947 kg까지 가능하다. 전장 약 58 m, 총 중량은 240,000 kg ~ 470,000 kg이다.

## 아리안 5

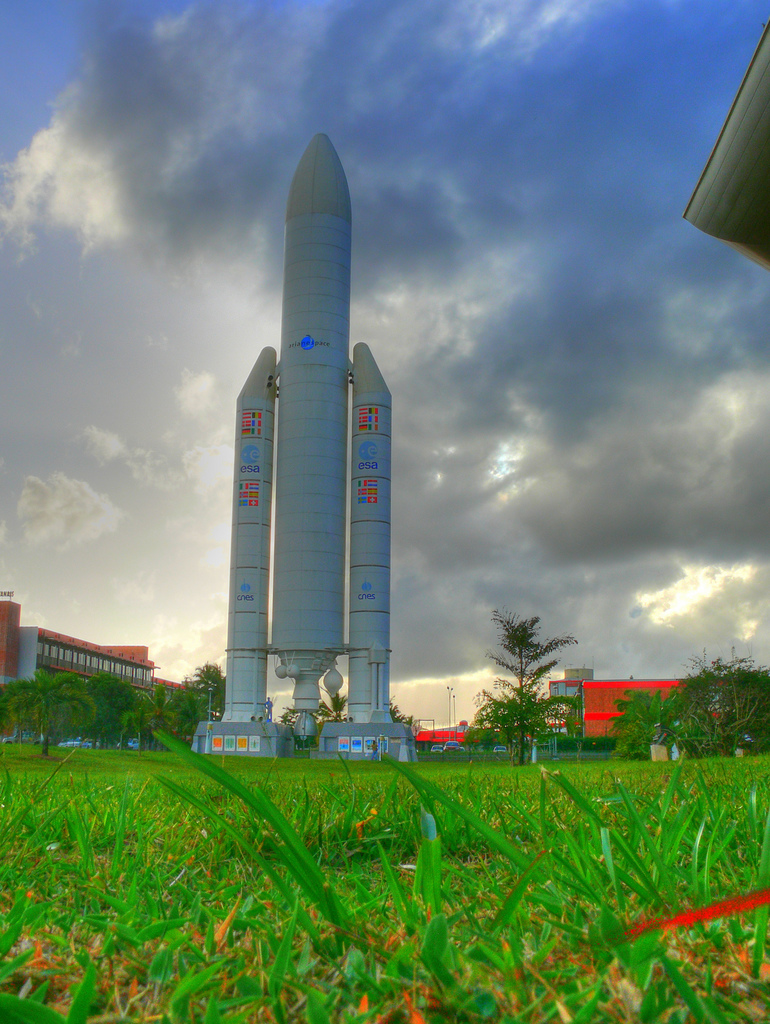
아리안 5

아리안 5는, 이전의 아리안 4까지와는 달리 구조가 완전히 달라진 대형 로켓이다. 아리안 5는 원래 프랑스 및 ESA의 유인 우주선 계획 에르메스의 발사에 사용될 예정으로 개발되었지만, 에르메스 계획은 취소되었다. 이 때문에 상업용 위성 발사 전용이 되었고, 그 특유의 발사 능력을 살려 복수의 대형 위성을 동시에 발사할 수 있는 것이 특징이다.
최초 발사는 1996년 6월 4일의 V88로, 이것은 제1단 엔진의 제어 소프트웨어의 결함으로 실패로 끝났지만, 다음 1997년 10월 30일의 V101로 성공했다. 최초 14회 발사 중 2회 실패, 2회의 부분적인 성공으로 신뢰성이 불안정했지만, 그 후 2006년 12월 8일 현재까지 16회 연속 발사, 합계 30회 중 28회 성공(부분적인 성공 2회를 포함)의 성과를 이뤄냈다. 미국의 아틀라스 V와 델타 IV, 러시아의 프로톤, 중국의 창정 3호, 일본의 H-IIA 등과 상업용 위성 발사 시장에서 경쟁하는 소모성 우주 발사체(ELV)이다.
부스터 ： P230 × 2기
고체 연료 추진 부스터로, 직경 3.1 m, 전장 31.6 m이다.
제1단 ： 벌케인 엔진 × 1기
액체 산소(LOX)와 액체 수소(LH2)를 이용한 액체 추진 엔진. 직경 5.4 m, 전장 31.6 m.
제2단：애스터스
모노메틸 하이드라진(MMH)과 사산화이질소(N2O4)에 의한 액체 추진 로켓.
아리안 5의 기본형인 아리안 5G의 경우의 제원은, 전장 52 m, 직경 5.4 m, 발사 시 중량 710,000 kg, 정지 천이 궤도까지의 페이로드는 5,970 kg(후에 6,200 kg까지 향상됨)이다. 아리안 5G는 2003년 9월 27일에 최후 발사된 이후 아리안 5G+ 에 발사 임무를 넘기고 퇴역하였다.
아리안 5G의 개량형
- 아리안 5G+ ： 2004년에 단 3기만 발사되었다. 제2단을 개량한 형식으로 정지 천이 궤도까지의 페이로드는 6,950 kg 이었다. 이후 아리안 5GS와 아리안 5 ECA에 인계되었다.
- 아리안 5GS ： 2005년 8월에 최초 발사되었다. 정지 천이 궤도까지의 페이로드는 6,800 kg이다.
- 아리안 5 ECA ： 2002년 11월에 최초 발사에 실패했다. 2005년 2월에 처음으로 발사에 성공했다. 1단(벌케인 2 엔진), 2단(아리안 4에서 사용되던 액체 산소와 액체 수소를 사용하는 HM7B 엔진), 고체 로켓 부스터(P241)를 모두 개량해, 정지 천이 궤도까지의 페이로드를 10,500 kg으로 큰 폭으로 강화시켰다. 한층 더 국제 우주 정거장에 물자 보급을 하는 ATV 발사 전용인 아리안 5 ES-ATV의 개발도 진행되고 있다.

## 같이 보기
- 아리안 1
- 아리안 2
- 아리안 3
- 아리안 4
- 아리안 5
- 유럽 우주국(ESA)
- 아리안스페이스
- 기아나 우주 센터